# Jean-Yves Thériault (musicien)
Pour les articles homonymes, voir Jean-Yves Thériault et Thériault.
 (août 2022).
Si vous disposez d'ouvrages ou d'articles de référence ou si vous connaissez des sites web de qualité traitant du thème abordé ici, merci de compléter l'article en donnant les références utiles à sa vérifiabilité et en les liant à la section « Notes et références ».
Jean-Yves Theriault est un membre fondateur du groupe de thrash metal Voivod. Il est connu sous le nom de Blacky. 

Thériault travaille actuellement avec Monica Emond sur le projet artistique appelé Cœur Atomique. Le duo a depuis sorti deux pièces avec vidéo intitulée "Castle Bravo" "The Waste". Le premier album de Cœur Atomique (Landscape of Emergency I) a été officiellement lancé le 10 juillet 2017.